# Gustaw Chmielewski
Gustaw Chmielewski (ur. 1880, zm. po 1935) – polski działacz polityczny, poseł na Sejm RP.
Urodził się prawdopodobnie we Lwowie, tamże pracował w charakterze inżyniera mierniczego. W latach 1931–1935 sprawował mandat poselski i był członkiem Klubu BBWR; początkowo wybrany na zastępcę posła, złożył ślubowanie i objął mandat 23 października 1931. Losy Chmielewskiego po zakończeniu kadencji parlamentarnej nie są znane.